# Alkadieen

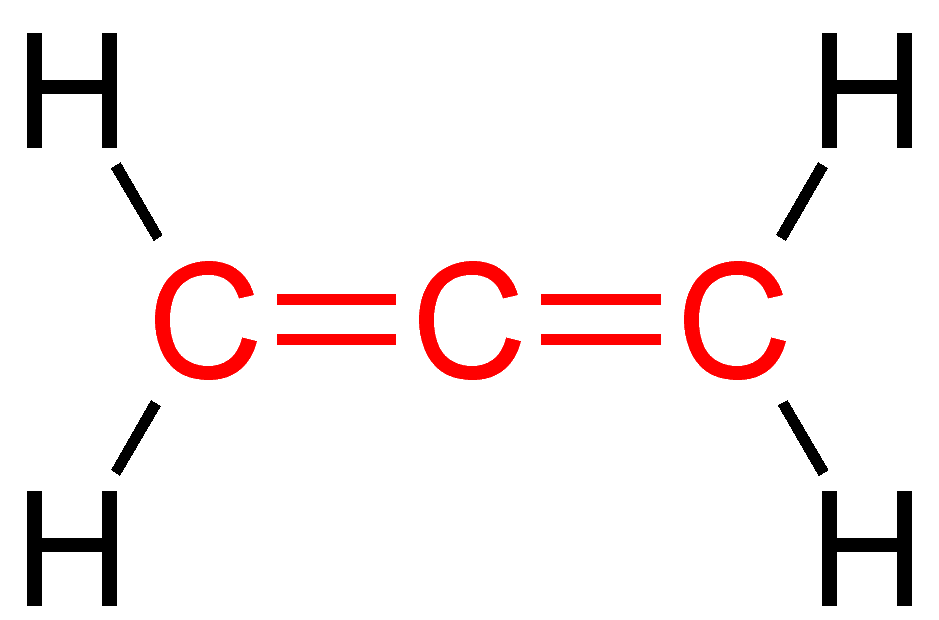
Propadieen is het eenvoudigste cumuleen

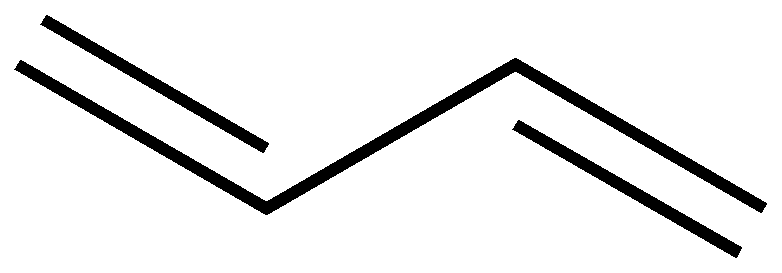
1,3-butadieen is het meest eenvoudige geconjugeerde alkadieen.

Een alkadieen of dieen is een alifatische, acyclische, onverzadigde koolwaterstof met twee dubbele bindingen. De algemene formule hiervan is CnH2n−2 (met n ≥ 3), dezelfde formule als bij cycloalkenen en alkynen. De twee dubbele bindingen zitten altijd allebei in de hoofdketen van koolstofatomen, waardoor ze dus voorrang hebben op een keten koolstofatomen met enkelvoudige of drievoudige bindingen, die langer zou kunnen zijn. Die keten wordt dan als vertakking gezien.
De naam alkadieen geeft aan dat er twee dubbele bindingen in het molecuul zitten. Voor de reacties van het dieen is het belangrijk hoe de twee dubbele bindingen ten opzichte van elkaar in het molecuul aanwezig zijn:
- De twee dubbele bindingen delen het centrale koolstofatoom zoals in propadieen (zie hiernaast). De verbinding wordt een cumuleen of alleen genoemd.
- Tussen de twee dubbele bindingen bevindt zich één enkele binding. Er wordt gesproken van geconjugeerde dubbele bindingen.
- Tussen de twee dubbele bindingen bevinden zich meerdere enkele bindingen. Er wordt gesproken van geïsoleerde dubbele bindingen.

## Naamgeving
De naamgeving van alkadiënen is afgeleid van de basisnamen van alkanen, namelijk:
- Propadieen (alleen)
- 1,3-butadieen (geconjugeerd)
- Pentadieen (geconjugeerd)
- Hexadieen (geconjugeerd)
- Heptadieen (geconjugeerd)
- Octadieen (geconjugeerd)
- Nonadieen (geconjugeerd)
- Decadieen (geconjugeerd)

En in de cyclische verbindingen:
- Cyclobutadieen (geconjugeerd)
- Cyclopentadieen (geconjugeerd)
- 1,3-cyclohexadieen (geconjugeerd)
- 1,4-cyclohexadieen (geïsoleerd)

Propadieen is ook bekend onder de namen alleen of cumuleen. Bij de butadiënen met meer dan drie koolstofatomen is isomerie mogelijk, dus daarbij moet ook opgegeven worden op welke positie de dubbele bindingen beginnen, bijvoorbeeld 1,3-butadieen.
Ook bij de meervoudig onverzadigde vetzuren kunnen een aantal diënen voorkomen.